# Bacsó Béla (újságíró)
Bacsó Béla (Kassa, 1891. január 6. – Újpest, 1920. február 17.) magyar szocialista író, újságíró.

## Élete

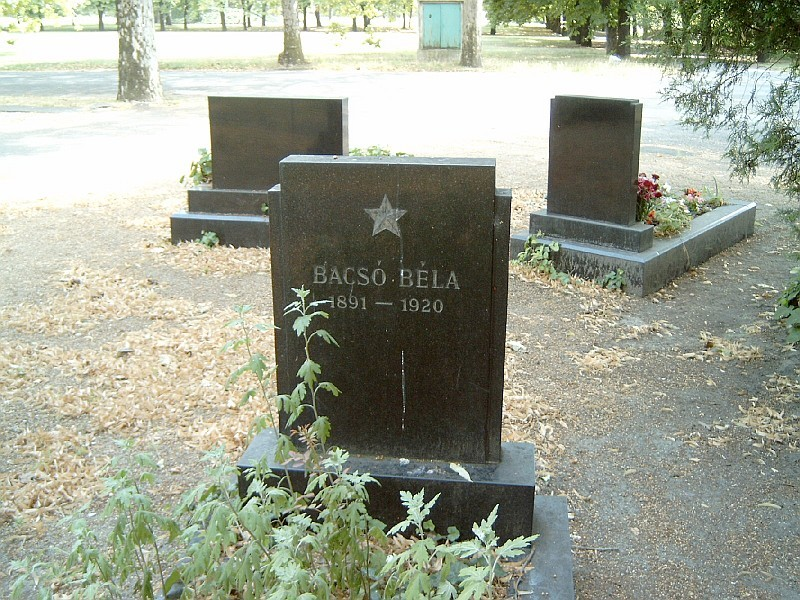
Sírja a Fiumei úti sírkertben (20. parcella, „mártírparcella”, 20-sziget-8)

Bacsó Mátyás és Szencsó Mária fiaként született. Tanulmányait szülővárosában végezte, itt is helyezkedett el először újságíróként a Kassai Naplónál. 1919. június 5-én Budapesten, a Terézvárosban házasságot kötött Simonovánszky Máriával, Simonovánszky Ferenc és Schurmann Ilona lányával. A két tanú Szakasits Árpád és Révész Mihály volt.
1919-ben a Népszava munkatársa lett. Írásaiban a proletárokkal, a paraszti földéhséggel és a migrációval foglalkozott, „leleplezte” az első világháború szerinte igazi célját, és vesztére a – Héjjas Iván, Prónay Pál és Ostenburg-Moravek Gyula neve által fémjelzett – fehérterror ellen is írt. Emiatt szerkesztőtársával, Somogyi Bélával az Ostenburg-különítmény elhurcolta, és 1920. február 17-én valahol a Megyeri Csárda és a Fővárosi Vízművek káposztásmegyeri telepe között agyonlőtték, majd holttestüket Dunakeszi határában a Dunába vetették.

## Művei
- A Sefcsik ház (regény, Budapest, 1918)
- Novellák (novella, Budapest, 1925)

### Más nyelveken
- Biografický Lexikón Slovenska. Red.: Pavol Parenička. Martin, Slovenská Národná Knižnica Národný Biografický Ústav, 2002–.
- Slovenský Biografický Slovník. Hlavný redaktor: Vladimír Mináč. Martin, Matica slovenská, 1982.